# KWin
KWin – menedżer okien, wykorzystywany domyślnie przez środowisko graficzne KDE i będący częścią składową tego środowiska. Możliwe jest wykorzystanie KWin także jako samodzielnego menedżera okien lub wykorzystanie go w innym środowisku graficznym, możliwe jest też uruchamianie KDE z innym niż KWin menedżerem okien.

## Historia
| Nazwa | Wersja KWin | Wersja KDE | Uwagi                                                                                                 |
| ----- | ----------- | ---------- | --- |
| KWM   | 1.0         | 1.0        | |
| KWin  | 2.0         | 2.0        | Rozszerzono wsparcie motywów i efektów okien.                                                         |
| KWin  | 3.0         | 3.2        | Ulepszono obsługę rozszerzonych stardardów ICCCM z freedesktop.org                                    |
| KWin  | 4.0         | 4.0        | Obsługa kompozycji i efektów podobnych do Compiza.                                                    |
| KWin  | 4.4         | 4.4        | Maksymalizacja i kafelkowanie przez przeciąganie do krawędzi ekranu, grupowanie i tworzenie zakładek. |
| KWin  | 4.5         | 4.5        | Kafelkowanie                                                                                          |

## Wygląd
Istnieje wiele dekoracji okien dla KWin, w tym domyślnie dostępny Oxygen, przypominający Microsoft Windows Redmond i Keramik. Motywy dla IceWM również mogą być używane w KWin, pod warunkiem zainstalowania pakietu kdeartwork.

## Kompozycje
Obecnie wspieranymi backendami kompozycji są XRender, OpenGL 1.x, OpenGL 2.x, oraz OpenGL ES 2.0.

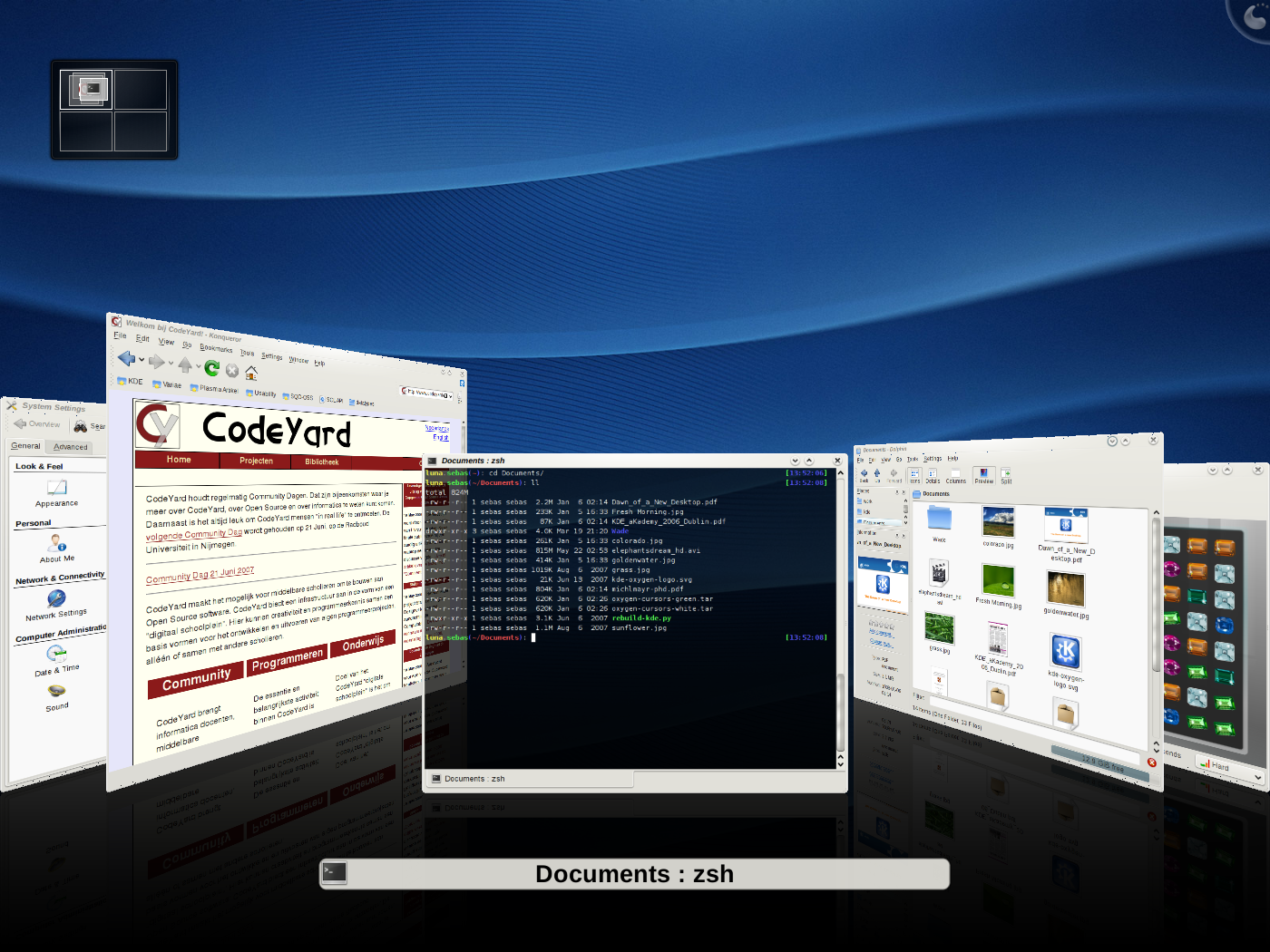
Efekt CoverSwitch w KDE4 wykorzystującym menedżer okien KWin

### Dostępne efekty
Lista efektów dostępnych w KDE 4.8

#### Dostępność
| Nazwa                   | Opis                                                  |
| ----------------------- | ----------------------------------------------------- |
| Negacja                 | Odwrócenie kolorów pulpitu i okien                    |
| Lupa                    | Powiększenie ekranu przypominające „rybie oko”        |
| Powiększenie            | Powiększanie całego pulpitu                           |
| Pomoc przy przeciąganiu | Pomaga znaleźć środek ekranu podczas przesuwania okna |
| Śledzenie myszy         | Pokazuje pozycję kursora myszy po uaktywnieniu        |

#### Wygląd
| Nazwa                    | Opis                                                                                       |
| ------------------------ | ------------------------------------------------------------------------------------------ |
| Wybuch                   | Powoduje wybuch okna po jego zamknięciu                                                    |
| Znikanie/Wyłanianie      | Powoduje powolne znikanie/wyłanianie okien podczas ich pokazywania lub ukrywania           |
| Przenikanie pulpitów     | Przenikanie wirtualnych pulpitów podczas przełączania między nimi                          |
| Rozpad                   | Zamknięte okna rozpadają się                                                               |
| Podświetlenie okna       | Podświetlenie właściwego okna podczas zatrzymania kursora myszy nad elementami paska zadań |
| Logowanie                | Płynne rozjaśnianie do pulpitu podczas logowania                                           |
| Wylogowanie              | Zmniejszenie nasycenia kolorów podczas pokazywania okna wylogowania                        |
| Magiczna lampa           | Symulacja magicznej lampy podczas minimalizacji okien                                      |
| Animacja minimalizacji   | Animowana minimalizacja okien                                                              |
| Znacznik myszy           | Pozwala rysować linie na pulpicie                                                          |
| Geometria okna           | Wyświetlanie geometrii okna przy przesuwaniu/zmianie rozmiaru                              |
| Skalowanie               | Animacja pojawiania się okna                                                               |
| Slajd                    | Przesunięcie okien przez ekran podczas przełączania wirtualnych pulpitów                   |
| Szybowanie               | Okna szybują podczas otwierania i zamykania                                                |
| Arkusz                   | Powoduje płynne zanikanie i pojawianie się okien podczas pokazywania i ukrywania           |
| Miniaturki w pasku zadań | Pokazywanie miniaturek okien, kiedy kursor znajduje się na ich pozycji w pasku zadań       |
| Miniaturki z boku        | Pokazuje miniaturki okien z boku ekranu                                                    |
| Prześwitywanie           | Efekt prześwitywania okien występujący w różnych warunkach                                 |
| Chwiejne okna            | Powoduje deformację okien podczas ich przemieszczania                                      |
| Tablica                  | Zmniejszenie nasycenia kolorów podczas pokazywania Tablicy Plazmy                          |
| Zrzut ekranu             | Zapis zrzutu bieżącego okna w katalogu domowym                                             |
| Rozmycie                 | Rozmywanie tła za półprzezroczystymi oknami                                                |

#### Upiększenia
| Nazwa                  | Opis                                     |
| ---------------------- | ---------------------------------------- |
| Odczucia przy starcie  | Efekt pomocniczy dla odczuć przy starcie |
| Efekt obecny w KDE 4.3 |                                          |
| Śnieg                  | Symulacja śniegu padającego na pulpit    |

#### Pierwszy plan
| Nazwa                                       | Opis                                                             |
| ------------------------------------------- | ---------------------------------------------------------------- |
| Rodzic okna dialogowego                     | Przyciemnienie okna rodzica aktywnego okna dialogowego           |
| Przyciemnienie nieaktywnych                 | Przyciemnienie nieaktywnych okien                                |
| Przyciemniony ekran w trybie administratora | Przyciemnienie całego ekranu podczas żądania praw administratora |
| Przesuń w tył                               | Przesuwanie w tył nieaktywnych okien                             |

#### Narzędzia
| Nazwa          | Opis                                                                |
| -------------- | ------------------------------------------------------------------- |
| Pokaż FPS      | Pokazywanie wydajności KWin w rogu ekranu                           |
| Pokaż rysowane | Podświetlanie obszarów pulpitu, które zostały ostatnio uaktualnione |

#### Zarządzanie oknami
| Nazwa                      | Opis                                                                                        |
| -------------------------- | ------------------------------------------------------------------------------------------- |
| Przełącznik                | Pokazuje miniaturki okien podczas przełączania za pomocą Alt+Tab                            |
| Przełącznik Cover Flow     | Pokazanie okna efektu przełącznika Cover Flow po wciśnięciu Alt+Tab                         |
| Sześcian pulpitu           | Pokazanie każdego wirtualnego pulpitu na innej ścianie sześcianu                            |
| Animacja sześcianu pulpitu | Animowanie przełączania pulpitów za pomocą sześcianu                                        |
| Siatka pulpitu             | Powiększenie tak, żeby wszystkie pulpity były widoczne obok siebie                          |
| Przełącznik stosowy        | Przełączanie między oknami na stosie po wciśnięciu Alt+Tab                                  |
| Prezentacja okien          | Powiększenie do momentu                                                                     |
| Zmiana rozmiaru okien      | Zmiana rozmiaru okien metodą szybkiego skalowania struktur zamiast uaktualnienia zawartości |
| Zarys                      | Efekt pomocniczy do renderowania obramowania                                                |